# London Boys
Die London Boys waren ein von 1981 bis 1996 unweit von Hamburg ansässiges Dance-Pop-Duo, bestehend aus Edem Ephraim (* 1. Juli 1959, London; † 21. Januar 1996, Österreich) und Dennis Fuller (* 19. Juni 1959 in Jamaika; † 21. Januar 1996 in Österreich).

## Entstehung
Die Künstler besuchten gemeinsam eine Schule in Greenwich bei London, wo sie sich kennenlernten. 1986 gründeten die beiden die London Boys und sangen für den Songschreiber und Musikproduzenten Ralf-René Maué. Ihr Musikstil war eine Mischung aus Soul und Disco, zeitweise auch Euro Disco. Die Videoclips beinhalten viele schwungvolle Tanzeinlagen und Choreografien.

## Kommerzieller Erfolg
Mit der Debütsingle I’m Gonna Give My Heart schaffte das Duo zwar noch nicht den kommerziellen Durchbruch, hatte aber einen Achtungserfolg und wurde von einigen Radiostationen gespielt. Erst zwei Jahre später, im Dezember 1988, gelang mit der Single Requiem der Sprung in die englische Hitparade. Das Lied stieg bis auf Platz 4 und wurde mit Silber ausgezeichnet. Im Sommer 1989 stand Requiem auch in den deutschen (Platz 27) und österreichischen Charts (Platz 11). Die Folgesingle London Nights konnte an den Erfolg des Vorgängers anknüpfen, erreichte im Spätsommer Platz zwei im Vereinigten Königreich und wurde ebenfalls mit einer Silbernen Schallplatte geehrt. Auch in Deutschland (Platz 24) und der Schweiz (Platz 9) war das Lied ein Hit. Das dazugehörige Debütalbum The Twelve Commandments of Dance hielt sich 29 Wochen in den britischen Albumcharts und kletterte auf Platz 2 – dafür gab es Platin.
Im Herbst 1989 hatten die London Boys einen weiteren Erfolg in England, als Harlem Desire in die Top 20 stieg. Bis zum Januar 1991 konnten die Singles My Love, Chapel of Love und Freedom nur noch mittlere Positionen der UK-Charts erreichen. Unter dem Namen Soul Kitchen feat. London Boys erschien 1991 Sweet Soul Music. Mit dem Lied gelang im Herbst des Jahres der Sprung auf Platz 11 in Österreich. Zwei Jahre später stieg dort Baby Come Back, eine Coverversion des The-Equals-Klassikers, auf Platz 27 und war somit der letzte Charthit der London Boys. Insgesamt verkaufte das Duo über 4,5 Mio. Tonträger.

## Unfalltod
Am 21. Januar 1996 fuhren die beiden Künstler sowie Edems Ehefrau und ein befreundeter Hamburger DJ gemeinsam in den Ski-Urlaub. Auf einem kurvigen Straßenabschnitt in den österreichischen Alpen wurden sie von einem entgegenkommenden Fahrzeug, dessen Fahrer sich gerade in einem Überholmanöver an einer unübersichtlichen Stelle befand, frontal erfasst. Alle vier Insassen und der Schweizer Unfallverursacher starben an der Unfallstelle. Edem Ephraim und seine deutsche Frau Bettina hinterließen einen dreijährigen Sohn. Dennis Fullers Tochter war zu dem Zeitpunkt zehn Jahre alt.

## Diskografie

### Alben
| Jahr | Titel                            | Höchstplatzierung, Gesamtwochen, AuszeichnungChartplatzierungen (Jahr, Titel, Platzierungen, Wochen, Auszeichnungen, Anmerkungen) | Höchstplatzierung, Gesamtwochen, AuszeichnungChartplatzierungen (Jahr, Titel, Platzierungen, Wochen, Auszeichnungen, Anmerkungen) | Höchstplatzierung, Gesamtwochen, AuszeichnungChartplatzierungen (Jahr, Titel, Platzierungen, Wochen, Auszeichnungen, Anmerkungen) | Höchstplatzierung, Gesamtwochen, AuszeichnungChartplatzierungen (Jahr, Titel, Platzierungen, Wochen, Auszeichnungen, Anmerkungen) | Anmerkungen                                                        |
| Jahr | Titel                            | DE | AT | CH | UK | Anmerkungen                                                        |
| ---- | -------------------------------- | --- | --- | --- | --- | ------------------------------------------------------------------ |
| 1988 | The Twelve Commandments of Dance | — | — | — | UK2 Platin · (29 Wo.)UK | Erstveröffentlichung: Mai 1988 Autor und Produzent: Ralf René Maué |
| 1991 | Sweet Soul Music                 | — | AT22 (9 Wo.)AT | — | — | Autor und Produzent: Ralf René Maué                                |

Weitere Alben
- 1991: Chapel of Love
- 1993: Love 4 Unity
- 1995: Hallelujah Hits (The New London Boys)

### Kompilationen
- 1990: 12"ers
- 1995: London Nights
- 1998: Greatest Hits
- 2007: London Nights

### Singles
| Jahr | Titel Album                                              | Höchstplatzierung, Gesamtwochen, AuszeichnungChartplatzierungen (Jahr, Titel, Album, Platzierungen, Wochen, Auszeichnungen, Anmerkungen) | Höchstplatzierung, Gesamtwochen, AuszeichnungChartplatzierungen (Jahr, Titel, Album, Platzierungen, Wochen, Auszeichnungen, Anmerkungen) | Höchstplatzierung, Gesamtwochen, AuszeichnungChartplatzierungen (Jahr, Titel, Album, Platzierungen, Wochen, Auszeichnungen, Anmerkungen) | Höchstplatzierung, Gesamtwochen, AuszeichnungChartplatzierungen (Jahr, Titel, Album, Platzierungen, Wochen, Auszeichnungen, Anmerkungen) | Anmerkungen                                                                            |
| Jahr | Titel Album                                              | DE | AT | CH | UK | Anmerkungen                                                                            |
| ---- | -------------------------------------------------------- | --- | --- | --- | --- | -------------------------------------------------------------------------------------- |
| 1988 | Requiem The Twelve Commandments of Dance                 | DE27 (12 Wo.)DE | AT11 (14 Wo.)AT | — | UK4 Silber · (24 Wo.)UK | Erstveröffentlichung: November 1988 Autor: Ralf René Maué                              |
| 1989 | London Nights The Twelve Commandments of Dance (Reissue) | DE24 (13 Wo.)DE | — | CH9 (10 Wo.)CH | UK2 Silber · (9 Wo.)UK | Erstveröffentlichung: Juni 1989 Autor: Ralf René Maué                                  |
| 1989 | Harlem Desire (Reissue) The Twelve Commandments of Dance | — | — | — | UK17 (7 Wo.)UK | Erstveröffentlichung: September 1989 Autor: Ralf René Maué                             |
| 1989 | My Love (Reissue) The Twelve Commandments of Dance       | — | — | — | UK46 (6 Wo.)UK | Erstveröffentlichung: November 1989 Autor: Ralf René Maué                              |
| 1990 | Chapel of Love Sweet Soul Music                          | — | — | — | UK75 (3 Wo.)UK | Erstveröffentlichung: Juni 1990 Autor: Ralf René Maué                                  |
| 1990 | Freedom Sweet Soul Music                                 | — | — | CH29 (1 Wo.)CH | UK54 (3 Wo.)UK | Erstveröffentlichung: Dezember 1990 Autor: Ralf René Maué                              |
| 1991 | Sweet Soul Music                                         | DE81 (2 Wo.)DE | AT11 (11 Wo.)AT | — | — | Erstveröffentlichung: August 1991 Soul Kitchen feat. London Boys Autor: Ralf René Maué |
| 1993 | Baby Come Back Love 4 Unity                              | — | AT27 (5 Wo.)AT | — | — | Erstveröffentlichung: Juni 1993 Autor: Eddy Grant Original: The Equals, 1967           |

Weitere Singles
- 1986: I’m Gonna Give My Heart
- 1987: Harlem Desire
- 1987: My Love
- 1987: Dance Dance Dance
- 1987: Supermix
- 1989: Megamix
- 1991: Tonight! Tonight!
- 1991: Is This Love?
- 1992: Moonraker
- 1995: Gospeltrain to London
- 1995: Kumbaya